# Čepić
Čepić (wł. Ceppich) – wieś w Chorwacji, w żupanii istryjskiej, w gminie Oprtalj. W 2011 roku liczyła 57 mieszkańców.